# Härledning
En härledning är generellt en serie logiska steg, vilka med utgångspunkt från ett antal premisser och slutledningsregler leder fram till en slutsats.
En härledning kallas, i ett axiomatiskt system, för ett bevis om den genomförs med hjälp av i systemet bestämda slutledningsregler och med stöd av enbart axiom eller tidigare bevisade teorem. I system, vilka inte är axiomatiskt uppbyggda eller om en premiss införs, som inte är ett teorem betecknas de genomförda stegen enbart med det mer generella begreppet härledning.
I de senare systemen betecknas slutsatsen som en logisk följd av premisserna, men inte som ett teorem. Exempel på den förstnämnda typen av system är den euklidiska geometrin eller Peanos aritmetik och på den senare, ett satslogiskt system där utgångspunkten vid härledningen är sådana premisser, som inte är teorem.